# Sherlock (serija)
Sherlock je britanska kriminalistička TV serija koja predstavlja suvremenu inačicu detektivskih priča o Sherlocku Holmesu čiji je autor Arthur Conan Doyle. Holmesa glumi Benedict Cumberbatch, dok njegovog vjernog prijatelja i kolegu, dr. Watsona, tumači Martin Freeman. Dosad je snimljeno 12 90-minutnih epizoda u 4 sezone od 2010. do 2017. godine, te 90-minutni specijal smješten u Viktorijansko doba u 2016. Dosada je 3. sezona najgledanija britanska dramska serija od 2001.
Seriju su koncipirali Steven Moffat i Mark Gatiss tijekom putovanjâ vlakom do produkcijske baze serije Doctor Who u Cardiffu i iz nje, na kojoj su oba radili kao scenaristi. Težili su napraviti suvremenu inačicu Doyleovih priča u kojima se Holmes koristi suvremenim tehnološkim dostignućima kako bi raskrinkao zločine. Potpisani kao koautori, Moffat i Gatiss pišu scenarij za po 1 epizodu u sezoni, a preostalu piše Stephen Thompson. Kompanija Hartswood Films producira seriju za BBC, a koproducira je s WGBH-TV iz Bostona za njihovu TV antologiju Masterpiece. Serija se uglavnom snima u Cardiffu, premda produkcija koristi i razne druge lokacije. Ulica North Gower u Londonu korištena je za vanjske kadrove Holmesovog i Watsonovog stana u ulici Baker 221B. 
Serija prati "detektiva-savjetnika", Holmesa, koji pomaže Metropolitanskoj policijskoj službi, prvenstveno višem inspektoru Gregu Lestradeu (Rupert Graves), u rješavanju raznih zločina. Holmesu pomaže njegov sustanar, John Watson, koji se vratio iz vojne službe u Afganistanu. Iako serija prikazuje čitavu lepezu zločina i kriminalaca, Holmesov sukob s njegovim smrtnim neprijateljem, Jimom Moriartyjem (Andrew Scott) stalno je njeno obilježje.
Nakon neemitirane pilot-epizode iz 2009. prva sezona od 3 epizode prikazana je na BBC One i BBC HD-u 2010., a 2. sezona s također 3 epizode 2012. Reakcije kritike bile su iznimno pozitivne uz mnoge pohvale za scenarije, glumačke izvedbe i režiju. Sherlock je nominiran za brojne nagrade, uključujući BAFTA-u, Emmy i Zlatni globus, osvojivši nekoliko u različitim kategorijama. Sve epizode izdane su na DVD-u i Blu-rayu u Ujedinjenom Kraljevstvu uz neka povezana izdanja originalnih Doyleovih knjiga. Također su objavljeni i albumi s glazbom iz serije. U siječnju 2013. serija je pokrenula vlastitu mobilnu aplikaciju Sherlock: The Network (Mreža), čiji je kreator The Project Factory u suradnji s Hartswood Filmsom.

## Produkcija

### Koncepcija i razvoj
Moffat i Gatiss, obojica veliki ljubitelji Sherlocka Holmesa s iskustvom prilagođavanja ili korištenja viktorijanske književnosti za televiziju, razvili su koncept serije. Moffat je prethodno adaptirao Čudan slučaj dr. Jekylla i g. Hidea za seriju iz 2007., Jekyll, dok je Gatiss napisao scenarij za dikensovsku epizodu Doctora Whoa pod nazivom "The Unquiet Dead". Moffat i Gatiss, obojica scenaristi Doctora Whoa, razmatrali su planove za adaptaciju Holmesa tijekom svojih brojnih putovanja vlakom u Cardiff, gdje je bila produkcijska baza serije. Dok su bili u Monte Carlu na dodjeli nagrada, Moffatova supruga, producentica Sue Vertue, ohrabrila ih je da sami razviju projekt prije no što neki drugi kreativni tim dođe na istu ideju. Moffat i Gatiss pozvali su Stephena Thompsona pisati scenarije za seriju u rujnu 2008.
Gatiss je kritizirao novije adaptacije Doyleovih priča rekavši da su "previše smjerne i prespore" ciljajući umjesto toga na to da ne poštuju kanon u istoj mjeri u kojoj su to isto radili filmovi iz 1930-ih i 1940-ih s Basilom Rathboneom. Cumberbatchev Sherlock koristi se suvremenom tehnologijom, kao što su SMS-poruke, internet i GPS, kako bi raskrinkao zločine. Paul McGuigan, koji je režirao 2 epizode Sherlocka, kaže da je to u skladu s Doyleovim likom ističući da bi se on "u knjigama koristio bilo čime mogućim i da je uvijek bio u laboratoriju radeći eksperimente. To je samo suvremena inačica svega toga. Koristit će se danas dostupnim sredstvima kako bi otkrio stvari".
Serija je ipak zadržala neke tradicionalne sastavnice priča, poput adrese u ulici Baker i Holmesovog protivnika Moriartyja. Iako su događaji iz knjiga preneseni u sadašnjicu, neke su sastavnice uključene u priču. Npr., Freemanov Watson vratio se iz vojne službe u Afganistanu. Govoreći o činjenici da je originalni Watson vraćen kući kao ranjenik nakon službe u Drugom englesko-afganskom ratu (1878. – 1880.), Gatiss je shvatio da je "to sada isti rat, pomislio sam. Isti rat, rat koji se ne može dobiti."
Sherlock je najavljen kao jednosatna dramska produkcija na Međunarodnom TV festivalu u Edinburghu u kolovozu 2008., a emitiranje je bilo planirano za polovinu ili kraj 2009. Namjera je bila snimiti seriju od 6 jednosatnih epizoda u slučaju da pilot-epizoda bude uspješna. Međutim, prva inačica pilot-epizode (koja je, prema izvješćima The Guardiana, koštala 800 000 funti) dovela je do glasina unutar BBC-a i drugih medija da je Sherlock potencijalna katastrofa. BBC je odlučio ne prikazati pilot-epizodu zahtijevajući ponovno snimanje i tri 90-minutne epizode. Originalna pilot-epizoda uvrštena je na DVD prve sezone. U audiokomentaru kreativni tim rekao je da je BBC "bio zadovoljan" pilot-epizodom, ali da je tražio promjenu formata. Kad je ona objavljena na DVD-u, kritičar Mark Lawson zamijetio je da je "značajno proširena i ponovno napisana i potpuno preporođena u izgledu, tempu i zvuku". U srpnju 2009. BBC-jev dramski odjel objavio je planove za tri 90-minutne epizode koje će biti prikazane 2010. Moffat je prethodno objavio da će, ako serija bude naručena, Gatiss preuzeti dužnosti izvršnog producenta kako bi se on mogao usredotočiti na produciranje Doctora Whoa.

### Glumci i likovi
Moffat i Vertue postali su zazanimani za angažiranje Cumberbatcha za glavnu ulogu nakon što su vidjeli njegovu izvedbu u dramskom/ratnom filmu Okajanje iz 2007. Ovaj glumac dobio je ulogu nakon audicije pred kreativnim timom. "Cumberbatch", kaže The Guardian, "ima reputaciju da vrlo dobro glumi čudne, briljantne muškarce i njegov Holmes je hladan, tehno(loški), blago aspergerski". Cumberbatch je rekao: "Dobijete veliki naboj kad ga glumite zbog količine riječi u glavi i brzine misli - doista morate povezivati stvari nevjerojatno brzo. On je korak ispred publike i bilo koga u njegovoj okolini s normalnim intelektom. Oni ne mogu baš dokučiti kamo ga njegovi koraci vode." Piers Wenger, šef Dramskog odjela BBC Walesa, rekao je da serija prikazuje Holmesa kao "dinamičnog superjunaka u suvremenom svijetu, arogantnog, genijalnog detektiva gonjenog željom dokazati da je pametniji od kriminalaca i od policije - zapravo, od svakoga". Obraćajući pažnju na promjene u društvenim stavovima i pravilima prikazivanja na televiziji, Cumberbatchev Holmes zamijenio je lulu s više nikotinskih flastera. Scenaristi su vjerovali da Sherlock ne bi trebao govoriti kao "potpuno suvremena osoba", kaže Moffat, ali je početna namjera bila da "nikad ne zvuči kao da drži lekciju". Međutim, Moffat je u 2. sezoni napravio lik "više viktorijanskim" kako bi iskoristio Cumberbatchev "lijepi glas" i učinio ga da zvuči kao da "drži lekciju".
U intervjuu za The Observer koautor Mark Gatiss rekao je da su više teškoća imali s pronalaskom pravog glumca za ulogu dr. Watsona nego za ulogu Holmesa. Vertue je rekla: "Benedict je bio jedina osoba koju smo zapravo vidjeli u ulozi Sherlocka... Kad je Benedict jednom bio tu, samo se radilo o tome da osiguramo pravu kemiju za Johna (Watsona) - i mislim da je uviđate čim uđu u sobu, možete vidjeti da oni dobro djeluju zajedno." Nekoliko glumaca došlo je na audiciju za ulogu Watsona i ulogu je na kraju dobio Martin Freeman. Moffat je rekao da je Matt Smith bio prvi čija je audicija bila neuspješna. Odbijen je jer je bio previše "nesređen", a producenti su željeli nekoga "normalnijeg" za Watsona. Nedugo nakon toga Moffat je angažirao Smitha kao Jedanaestog Doktora u Doctoru Whou.
Scenaristi su rekli da je angažiranje Freemana razvilo način na koji Cumberbatch glumi Holmesa. Tema "prijateljstva" bila je privlačna i Moffatu i Gatissu. Gatiss je istakao važnost postizanja pravog tona za lik. "Watson nije idiot, iako je istina da ga je Conan Doyle uvijek ismijavao", rekao je Gatiss. "Ali samo bi se idiot okružio idiotima." Moffat je rekao da je Freeman "neka vrsta Benedictove suprotnosti u svemu osim u količini talenta... Martin pronalazi vrstu poezije u običnom čovjeku. Volim njegov istančani realizam u svemu što radi. Freeman je opisao svoj lik kao Sherlockov "moralni kompas" jer naslovni lik ne razmišlja uvijek o moralnosti i etičnosti svojih postupaka.
Rupert Graves dobio je ulogu detektiva inspektora (DI) Grega Lestradea. Tijekom razvoja scenaristi su lik zvali "inspektor Lestrade" dok Gatiss nije shvatio kako bi u suvremenoj Engleskoj njegov naslov bio "detektiv inspektor". Moffat i Gatiss istakli su da se Lestrade ne pojavljuje često u pričama i da je u njima portretiran prilično nedosljedno. Odlučili su odabrati inačicu koja se pojavila u priči "Šest Napoleona": čovjek koji je frustriran Holmesom, ali mu se divi i kojeg Holmes smatra najboljom osobom u Scotland Yardu. Nekoliko glumaca probalo je dodati komičan štih ovom liku na audiciji, ali se kreativnom timu više svidjela ozbiljnost koju je Graves unio u ulogu. U Baskervilskim psima otkriveno je da mu je ime Greg.
Andrew Scott prvi se put pojavio kao Moriarty u Velikoj igri. Moffat je rekao: "Znali smo da želimo ići s Moriartyjem od samog početka. Moriarty je obično dosta suhoparan, dosta otmjen negativac, pa smo razmišljali o nekome tko će biti istinski i adekvatno zastrašujući. Nekome tko je apsolutni luđak." Moffat i Gatiss u početku nisu namjeravali uključiti suočavanje između Moriartyja i Sherlocka u ove 3 epizode, ali su shvatili da "jednostavno moraju napisati scenu suočavanja. Morali smo napraviti inačicu scene iz priče Posljednji problem u kojoj se ljuti protivnici suočavaju".
U ostatak redovite glumačke postave spadaju Una Stubbs kao Holmesova i Watsonova gazdarica gđa Hudson i Mark Gatiss kao Holmesov stariji brat Mycroft. Vinette Robinson, Jonathan Aris i Louise Brealey glume epizodne likove, i to redom: narednicu Sally Donovan, Andersona i patologinju Molly Hooper.
Od gostujućih glumaca pojavili su se Phil Davis kao Jeff, Paul Chequer kao DI Dimmock Zoe Telford kao Sarah Gemma Chan kao Soo Lin Yao John Sessions kao Kenny Prince Haydn Gwynne kao gđica Wenceslas Deborah Moore kao jedna od Moriartyjevih žrtava i Peter Davison kao glas u planetariju. U Skandalu u Belgraviji iz 2. sezone Lara Pulver gostuje u ulozi Irene Adler, dok u Baskervilskim psima gostuje Russell Tovey kao Henry Knight. U završnici sezone ulogu Maxa Bruhla tumači Edward Holtom.

### Scenografija i snimanje
Seriju je za BBC Wales producirala kompanija Hartswood Films, a BBC Worldwide također je financirao koprodukciju. Kompanija Masterpiece, koju finansira PBS, koproducirala je seriju. Snimanje pilot-epizode počelo je u siječnju 2009; scenarij je napisao Moffat, a režiju je preuzeo Coky Giedroyc. Snimanje prvog seta od 3 epizode počelo je u siječnju 2010. Paul McGuigan režirao je 1. i 3. epizodu, a Euros Lyn drugu. Ove epizode snimljene su obrnutim redoslijedom u odnosu na njihovo emitiranje.
Gatiss kaže kako su željeli "fetišisirati suvremeni London na način na koji izvornik fetišizira viktorijanski London". Produkcija je bila smještena u produkcijskoj jedinici Hartswood Filmsa u Cardiffu, Hartswood Films West, koja je otvorena krajem 2009. kako bi iskoristila "dramsko selo" koje je BBC planirao izgraditi u Kardifskom zaljevu. Produkcija prvih dviju sezona bila je bazirana u Upper Boat Studiosu, gdje je sniman Doctor Who. Cardiff je bio ekonomičniji za snimanje od Londona, uz neke lokacije koje su bile dobra zamjena za dijelove Londona. Međutim, nije sva arhitektura mogla biti oponašana tako da je bilo neophodno snimanje na lokacijama u glavnom gradu Engleske. Kadrovi Ulice Baker 221B snimljeni su u ulici North Gower 187 - ulica Baker bila je nepraktična zbog gustog prometa i mnoštva stvari s natpisom "Sherlock Holmes", što je trebalo biti sakriveno. Izvršna producentica Beryl Vertue objasnila je kako je bilo važno dizajnirati cijeli Holmesov stan u suvremenom duhu, a ipak prenijeti njegovu ekscentričnost. Po njenim riječima, on ne bi živio u nečemu "previše urbanom" ili "previše suvremenom".
Kostime za pilot-epizodu kreirao je dobitnik nagrade BAFTA Cymru, kostimograf Ray Holman. Cumberbatch je nosio Belstaffov ogrtač vrijedan 1 000 funti. Sarah Arthur, kostimografkinja serije, objasnila je kako je postigla da detektiv izgleda ovako: "Holmes ne bi imao nikakvog zanimanja za modu, pa sam posegnula za klasičnim odijelima sa suvremenim štihom: hlače uskih nogavica i pripijena jakna s 2 dugmeta. Također sam uporabila i slične košulje i baloner za sve akcijske scene - to izgleda sjajno u odnosu na panoramu Londona."
Scenaristi su rekli da nisu željeli forsirati suvremenost u pričama. Bilo je nekih kreativnih izazova, kao što je odluka znak "221B" staviti na Holmesova vrata. Gatiss i Moffat mislili su kako bi u suvremenom svijetu na vratima bio samo broj kuće i postojala bi zvona za svaki stan. Potpuni broj kuće toliko je ikonski da su osjećali da to ne mogu promijeniti. Scenaristi su također odlučili da će glavni likovi zvati jedan drugog po imenu, za razliku od tradicionalnog Holmesa i Watsona, koji su za to koristili prezimena. Ovo se odražava i u naslovu serije. Režiser McGuigan došao je na ideju da SMS-poruke stavlja na ekran umjesto da koristi kadrove s rukom u kojoj je mobitel.
Producenti su u 2. sezoni imali teškoća u koordiniranju rasporeda glavnih glumaca s Moffatovim i Gatissovim. Cumberbatch i Freeman radili su na filmu Hobit: Neočekivano putovanje, a Moffat je nastavio raditi kao glavni scenarist Doctora Whoa. Kao odgovor na vremensku stisku, The Guardian je ustvrdio da će ova sezona "sadržavati prerade triju najprepoznatljivijih Doyleovih priča". Gatiss je rekao da je bilo rasprava oko produciranja ovih epizoda u razdoblju od 3 godine, ali Moffat je objasnio da su odbacili "odgođeni užitak". Odnos između Holmesa i Watsona razvio se tijekom ove sezone; Watson je sad manje zapanjen Sherlockovim deduktivnim sposobnostima, a sam je bio glavni detektiv u 2. epizodi, Baskervilski psi. Glumačka i produkcijska ekipa bila je samopouzdanija tijekom snimanja 2. sezone nakon pozitivne reakcije publike i kritike na 1. sezonu.

### Glazba
Glazbenu temu i scensku glazbu komponirali su David Arnold i Michael Price. Arnold je objasnio da su on i Price radili s producentima "kako bi došli do središnje teme i lika" za seriju, a zatim otkrili ono "što će biti definirajući zvuk ove serije". Kompozicije su često rađene pomoću sintisajzera, ali one rabljene u seriji snimljene su u izvođenju pravih glazbenika, da bi se, kako Arnold kaže, "unio život u glazbu". Slično tome, Price je komentirao da glazbenici mogu prilagoditi svoje izvođenje filmske glazbe odgovarajući na isječke iz serije.

#### Sezona 1
| \| Br. \| Naslov[45] \| Trajanje (u min.)[45] \| \| -------------------- \| -------------------- \| --------------------- \| \| 1 \| Opening Titles \| 0:40 \| \| 2 \| The Game Is On \| 3:40 \| \| 3 \| War \| 3:19 \| \| 4 \| Pink \| 3:47 \| \| 5 \| Security Cameras \| 3:02 \| \| 6 \| Pursuit \| 1:49 \| \| 7 \| Which Bottle? \| 2:11 \| \| 8 \| Targets \| 2:26 \| \| 9 \| Library Books \| 3:19 \| \| 10 \| Number Systems \| 3:01 \| \| 11 \| Light – Fingered \| 3:41 \| \| 12 \| Elegy \| 3:13 \| \| 13 \| Crates Of Books \| 3:03 \| \| 14 \| Sandbag \| 4:42 \| \| 15 \| On The Move \| 2:43 \| \| 16 \| Back To Work \| 3:50 \| \| 17 \| Woman On The Slab \| 2:51 \| \| 18 \| A Man Who Can \| 3:13 \| \| 19 \| Final Act \| 3:08 \| \| Ukupno trajanje:[45] \| Ukupno trajanje:[45] \| 57:38 \| |                   |                   |
| Br. | Naslov            | Trajanje (u min.) |
| 1 | Opening Titles    | 0:40              |
| 2 | The Game Is On    | 3:40              |
| 3 | War               | 3:19              |
| 4 | Pink              | 3:47              |
| 5 | Security Cameras  | 3:02              |
| 6 | Pursuit           | 1:49              |
| 7 | Which Bottle?     | 2:11              |
| 8 | Targets           | 2:26              |
| 9 | Library Books     | 3:19              |
| 10 | Number Systems    | 3:01              |
| 11 | Light – Fingered  | 3:41              |
| 12 | Elegy             | 3:13              |
| 13 | Crates Of Books   | 3:03              |
| 14 | Sandbag           | 4:42              |
| 15 | On The Move       | 2:43              |
| 16 | Back To Work      | 3:50              |
| 17 | Woman On The Slab | 2:51              |
| 18 | A Man Who Can     | 3:13              |
| 19 | Final Act         | 3:08              |
| Ukupno trajanje: | Ukupno trajanje:  | 57:38             |

#### Sezona 2
| \| Br. \| Naslov[46] \| Trajanje (u min.)[46] \| \| -------------------- \| ------------------------ \| --------------------- \| \| 1 \| Irene’s Theme \| 0:42 \| \| 2 \| Potential Clients \| 1:57 \| \| 3 \| Status Symbols \| 2:33 \| \| 4 \| The Woman \| 2:31 \| \| 5 \| Dark Times \| 2:16 \| \| 6 \| Smoke Alarm \| 3:01 \| \| 7 \| Sherlocked \| 3:44 \| \| 8 \| Pursued by a Hound \| 1:46 \| \| 9 \| The Village \| 2:30 \| \| 10 \| Double Room \| 2:21 \| \| 11 \| Deeper into Baskerville \| 2:44 \| \| 12 \| To Dartmoor \| 3:11 \| \| 13 \| The Lab \| 3:40 \| \| 14 \| Mind Palace and Solution \| 2:05 \| \| 15 \| Grimm Fairy Tales \| 3:12 \| \| 16 \| Deduction and Deception \| 2:45 \| \| 17 \| Prepared to do Anything \| 4:18 \| \| 18 \| Blood on the Pavement \| 2:07 \| \| 19 \| One More Miracle \| 2:08 \| \| Ukupno trajanje:[46] \| Ukupno trajanje:[46] \| 49:31 \| |                          |                   |
| Br. | Naslov                   | Trajanje (u min.) |
| 1 | Irene’s Theme            | 0:42              |
| 2 | Potential Clients        | 1:57              |
| 3 | Status Symbols           | 2:33              |
| 4 | The Woman                | 2:31              |
| 5 | Dark Times               | 2:16              |
| 6 | Smoke Alarm              | 3:01              |
| 7 | Sherlocked               | 3:44              |
| 8 | Pursued by a Hound       | 1:46              |
| 9 | The Village              | 2:30              |
| 10 | Double Room              | 2:21              |
| 11 | Deeper into Baskerville  | 2:44              |
| 12 | To Dartmoor              | 3:11              |
| 13 | The Lab                  | 3:40              |
| 14 | Mind Palace and Solution | 2:05              |
| 15 | Grimm Fairy Tales        | 3:12              |
| 16 | Deduction and Deception  | 2:45              |
| 17 | Prepared to do Anything  | 4:18              |
| 18 | Blood on the Pavement    | 2:07              |
| 19 | One More Miracle         | 2:08              |
| Ukupno trajanje: | Ukupno trajanje:         | 49:31             |

Osim ovih kompozicija, u 2. sezoni korištene su još 3 pjesme drugih izvođača (Staying Alive od Bee Geesa, uvodnik iz Rossinijeve Kradljive svrake i Sinnerman od Nine Simone).

## Epizode
Dosad su snimljene 4 sezone po 3 epizode. 1. sezona premijerno je prikazana u srpnju i kolovozu 2010. na BBC-u, a 2 mjeseca kasnije i na američkoj koprodukcijskoj TV-kući PBS. 2. sezona u Britaniji je emitirana u siječnju 2012., a u SAD-u u svibnju iste godine.  Serija je prodana u preko 180 država ili teritorija.

### 1. sezona (2010.)
Scenarij za 1. epizodu, Studija u ružičastom (A Study in Pink), zasnovanu na prvom romanu o Holmesu (Studija u grimizu), napisao je Moffat, a režirao ju je McGuigan. Epizoda opisuje upoznavanje privatnog detektiva Holmesa i upravo iz rata u Afganistanu vraćenog Watsona i njihovo useljavanje u zajednički stan u ulici Baker, a zatim njihovu istragu niza smrtnih slučajeva, za koje se u početku vjerovalo da su samoubojstva. Premijerno je prikazana istodobno na BBC One i BBC HD-u 25. srpnja 2010.
Druga epizoda, Slijepi bankar (The Blind Banker), imala je premijeru 1. kolovoza 2010. Prema scenariju Stephena Thompsona i pod režiserskom palicom Eurosa Lyna, epizoda prati Holmesov angažman od strane starog prijatelja sa zadatkom istražiti tajanstvenu provalu u jednoj banci u Gradu Londonu.
1. sezonu zaključila je epizoda Velika igra (The Great Game) 8. kolovoza, koju je režirao McGuigan, a scenarist je bio Gatiss. U njoj se prvi put pojavljuje Sherlockov suparnik Moriarty, koji Holmesu postavlja rok da riješi niz na prvi pogled nepovezanih slučajeva. Epizoda završava tzv. cliffhangerom (napetom scenom čiji ishod ostane nepoznat), u kojem Holmes i Moriarty drže jedan drugog na nišanu nakon što je nekoliko sekundi prije toga Holmes skinuo s Watsona prsluk s bombom.

### 2. sezona (2012.)
Nakon visokog rejtinga Studije u ružičastom BBC je, navodno, imao veliku želju producirati još epizoda. 10. kolovoza 2010. potvrđeno je da će Sherlock imati i 2. sezonu. Na skupu Kapow! 2011. Gatiss je potvrdio koje će priče biti adaptirane i da će sva 3 scenarista 1. sezone napisati po 1 epizodu za 2. sezonu. Priznajući da su Skandal u Češkoj, Baskervilski pas i Posljednji problem među najpoznatijim pričama o Holmesu, Gatiss je objasnio: "Nakon uspješne 1. sezone znali smo da bi bilo po prirodnom redoslijedu obraditi 3 najpoznatije priče." Odabravši tri najpoznatije priče su se pisci odlućili posvetiti tri žanra romansi, hororu i trileru. McGuigan je režirao prve 2 epizode, a režiser Doctora Whoa Toby Haynes posljednju. Prikazivanje sezone bilo je planirano za kraj 2011., ali je odgođeno do početka siječnja 2012.
Skandal u Belgraviji, za koju je scenarij napisao Moffat, emitirana je 1. siječnja 2012. Zasnovana na Skandalu u Češkoj, epizoda opisuje Holmesovo nastojanje doći do kompromitirajućih fotografija članice kraljevske obitelji koje se nalaze na mobitelu Holmesu intelektualno ravne Irene Adler (Lara Pulver), nemilosrdne i briljantne domine, koja također trguje povjerljivim informacijama izvučenim od njenih bogatih i moćnih kupaca.
Gatiss je napisao epizodu Baskervilski psi, koja istražuje čudne aktivnosti u vojnoj bazi. Russell Tovey pojavio se kao Henry Knight, mladić uvjeren da je oca prije 20 godina rastrgao divovski pas u Dartmooru. Svjestan da je Baskervilski pas, objavljen 1902., jedna od najslavnijih Doyleovih priča, Gatiss je osjećao veću odgovornost uključiti poznate sastavnice ove priče nego pri radu na manje poznatim pričama.  Epizoda je prikazana 8. siječnja 2012.
Sezonu je zaključila epizoda Vodopadi Reichenbach, koju je napisao Thompson, a prikazana je 15. siječnja 2012. Epizoda prati Moriartyjev plan diskreditirati i ubiti Holmesa, završavajući scenom u kojoj Holmes na očigled počinjuje samoubojstvo pred Watsonovim očima. Zasnovana je na Doyleovoj priči Posljednji problem na čijem se kraju Holmes i Moriarty sukobljavaju i tijekom borbe padaju s vodopada Reichenbach u Švicarskoj, nakon čega se pretpostavlja(lo) da su obojica mrtvi. Moffat smatra da su on i Gatiss nadmašili Doyleovu inačicu Holmesovog pada, dodavši da u sceni o kojoj se toliko raspravlja "postoji trag koji još uvijek promiče svakome".

### 3. sezona (2013.)
Po završetku 2. sezone i Moffat i Gatiss objavili su na Twitteru da je 3. sezona naručena istodobno kad i druga i da je dio rješenja završetka Vodopada Reichenbach sniman podudarno s 3. sezonom. Početak produkcije prvobitno je bio zakazan za siječanj 2013., ali zbog "razloga dostupnosti" snimanje je odgođeno do ožujka. Freeman je u intervjuu rekao da će snimanje početi 18. ožujka. Gatiss je potvrdio da će on napisati 1. epizodu i da će biti "donekle zasnovana" na priči Prazna kuća, u kojoj je Doyle otkrio da je Holmes lažirao svoju smrt. Gatiss je imao u planu da Watson reagira veoma drukčije nego u izvornoj priči kad otkrije da se Holmes vratio; "Uvijek mi je bilo ne baš vjerojatno da je jedina reakcija dr. Watsona bila kratki gubitak svijesti - u kontrastu prema mogućoj bujici užasnih riječi", rekao je. Moffat i Thompson ponovo su napisati ostale 2 epizode.                                                                                                                                                                                    Moffat se odlučio igrati s ideom da će na kraju Watson živjeti odvojeno od Holmesa, te je na kraju odlučeno da se Watson oženiti u ovoj adaptaciji. Također je želio iskoristiti i druge negativce i protivnike iz Doyleovih priča. Ne otkrivajući je li Moriarty lažirao svoju smrt na kraju 2. sezone, Moffat je sugerirao da Moriarty ne će često biti viđen u budućim sezonama serije.                                                                                                                                                                                                        Moffat i Gatiss objavili su 3 riječi koje aludiraju na sadržaj 3. sezone: "rat, wedding, bow" (“štakor, vjenčanje, naklon”). Govoreći na Međunarodnom filmskom festivalu u Edinburghu u kolovozu 2012., Moffat je rekao da ove riječi "mogu navesti na pogrešan trag, nisu naslovi, [da] jedino golicaju maštu ili su mogući tragovi, ali da su možda namjerno smišljene kako bi vas učinile živčanima". Kasnije je otkriveno da su naslovi prvih dviju epizoda Prazan grob (Gatiss) i Znak trojice (Thompson).       Cumberbatcheva i Freemanova dostupnost diktirala je da će snimanje prvih dviju epizoda početi 18. ožujka. 23. svibnja završena je produkcija 2. epizode, a snimanje posljednje zakazano je krajem ljeta. 1. kolovoza 2013, nakon reprize završnice 2. sezone na BBC-ju 1, prikazan je kratki foršpan za 3. sezonu u kojem je pisalo "Nastavlja se". Međutim, nadnevak emitiranja nije objavljen. 1. rujna BBC je objavio da je snimanje 3. sezone završeno. 29. studenog BBC je objavio da će u Ujedinjenom Kraljevstvu 3. sezona početi 1. siječnja 2014. i to je otkriveno pomoću pogrebnih kola koja su vozila kroz London i na kojima je bio ispisan nadnevak premijere. Ovo se odnosi na 1. epizodu 3. sezone, "The Empty Hearse" ("Prazna mrtvačka kola"). U SAD-u je premijera na PBS-u zakazana za 19. siječnja.
Prva epizoda Prazna mrtvačka kola (bazirano na "Prazna kuća" i "The Lost Special") zapoćinje dvije godine nakon očigledne Holmesove smrti. Watson je nastavio svoj život i upravo se zaručio s Mary Morstan (Amanda Abbington) kada se Holmes ponovno pojavljuje u Londonu, zadužen od svoga brata Mycrofta da sprijeći teroristički napad.
Znak trojce (bazirano na "Znak četvorice") se odvija na dan vjenčanja od Watsona i Mary, gdje se Holmes mora suočiti s časti da bude vjenčani kum i drži govor- ispred publike. No, dok slavlje traje saznajemo za dva po prilici nevezana ne riješena slučaja, i treći koji se upravo u tom času odvija.
Njegov posljednji naklon (sadrži elemente iz "Znak četvorice", "His Last Bow", "The Adventure of Charles Augustus Milverton" i "The Man with the Twisted Lip") ćini posljednju epizodu ove sezone. Slučaj ukradenih pisama vodi Holmesa na trag Charlesu Augustus Magnussenu, “Napoleonu ucijene”, trag koji ugrožava i suprugu Watsona Mary.

### Viktorijanski specijal (2016.)
Radnja smještena u alternativno 19. stoljeće  "The Abominable Bride" odvija se u glavi pod drogama stoječeg Holmsa, koji uvijeren da ako uspije riješiti ovaj slučaj "ne mrtve mlade" može doći i do odgovora na to kako se mrtvi Moriarty uspijo "vratiti".

### 4. sezona (2017.)
Moffat je potvrdio da je 4. sezona naručena, a scenariji su u procesu planiranja. Prethodno su glavni glumci, Cumberbatch i Freeman, medijima objavili svoju želju vratiti se za 4. sezonu, iako je Moffat u to vrijeme nagovijestio da šefovi BBC-a nisu formalno naručili nove epizode. Moffat je rekao The Telegraphu: "Svi želimo nastaviti", ali je teško uskladiti rasporede glavnih glumaca. Nastavio je: "I očito je da i ja i Mark (Gatiss) imamo i drugih obveza, ali radi se samo o usklađivanju rasporeda." Moffat i Gatiss također su objavili da su razvili zaplete za 4. i 5. sezonu. Na Sant Diago Comic Con 2016. Moffat, Gatiss i Vertue ponovno su objavili tri riječi vezane na nove epizode u 4. sezoni koje su glasile “Thatcher, Smith, Sherrinfort”.
Prvu epizodu čini Šest Thatchera ("The Adventure of the Six Napoleons", "The Adventure of the Engineer's Thumb" i "The Adventure of the Yellow Face") u kojoj se istraga o misterioznoj smrti mladića pretvara u otkriče da jedan od bivših kolega od Mary se želi osvetiti uvjeren da je izdala njihovu misiju.
Lažući detektiv (bazirano na "The Adventure of the Dying Detective")  prati izgubljenog i očajnog Watsona nakon Maryine smrti, dajući Holmesu krivicu za taj gubitak. Dok Watson pokušava izbjegavati svojeg prijatelja, Holmes upada u vrstu ludila nakon što ga posjeti i zaposli kći Culvertona Smitha, javne osobe koja u javnosti skriva da je serijski ubojica. 
Kraj sezone ćini Posljedni problem ("The Adventure of the Final Problem ", "The Adventure of the Musgrave Ritual", "The Adventure of the Three Garridebs" i "The Adventure of the Gloria Scott"). Nakon otkrića da Sherlock ima mlađu sestru koju je Mycroft tajio pred svijetom, braća Holmes i Watson kreću na otok-utvrdu Sherrinfort, ujedno zatvor i mentalna institucija. U prvo samo zainteresiran da sazna kako je uspjela izaći iz tako osiguranog mjesta, ubrzo Sherlock, Mycroft i John Watson postaju igraći u perfidnoj Eurusovoj igri: riješiti zadatke da bi spasili avion pun putnika bez svijesti i jedne budne djevojčice.

## Reakcije

### Reakcije kritike
Serija je naišla na odobravanje kritike, zadržavši pozitivne ocjene kroz sve sezone. Prva sezona ima ishod 85/100 na Metacriticu, zasnovan na 17 kritika, a 2. sezona dobila je 91/100 na osnovi 24 kritike. Prva epizoda imala je visok rejting na Appreciation Indexu. The Observer piše kako je Sherlock križanac između filmova Withnail i ja i Bourneov ultimatum, a prisutan je i nagovještaj Doctora Whoa; to ne iznenađuje jer su scenaristi i autori Mark Gatiss i Steven Moffat također scenaristi Doctora Whoa". Dan Martin iz The Guardiana rekao je: "Još je rano, ali prvi od tri 90-minutna filma, Studija u ružičastom, briljantno je obećavajući. Ima finesu Obavještajaca, ali je neosporno Sherlock Holmes. Scene dedukcije su genijalne, a zaplet je klasično mofatovski zamršen." Tom Sutcliffe napisao je za The Independent: "Sherlock je trijumf, duhovit i inteligentan, a da nikad ne umanjuje eleganciju i briljantnost izvornika. Serija shvaća kako fokus nije na zapletu, nego na karizmi... Uvrjedljivo nevjeran izvorniku u nekim aspektima, Sherlock mu je čudesno lojalan na svaki način koji je bitan." Glavni glumci dobili su pohvale. Kritičarka Victoria Thorpe rekla je: "Freemanov pouzdani, sposobni Watson otključava ovog suvremenog Holmesa, čovjeka koji sad opisuje sebe kao 'visokofunkcionalnog sociopata'." Nakon prve epizode 2. sezone, Sarah Crompton, pišući za The Telegraph, tvrdi da je "Cumberbatch sasvim vjerodostojan kao čovjek koji u potpunosti živi u svom mozgu bez puno obzira prema vanjskom svijetu, što seriju čini savršenim prikazom suvremenog Holmesa".
Doyleovi ljubitelji općenito su pokazali da cijene seriju. Gwilym Mumford za The Guardian sugerirao je da "to mora imati veze s činjenicom da Moffat i Gatiss imaju golemo znanje o Doyleovim djelima i da njihova inačica uključuje adaptacije Holmesa i za velike i za male ekrane, kao i izvorne priče. Kao što Gatiss kaže, 'sve je kanonski'." Sarah Crompton identificira neke šale i aluzije namijenjene ljubiteljima. Komentirajući osobito završnicu 2. sezone, Vodopade Reichenbach, Sam Wollaston iz The Guardiana hvali vjernost serije Conanu Doyleu, ali i kako se ona "udaljava, zalazeći u tehnologiju mobilnih telefona i hakiranja računala... Ali to se ne osjeća kao varanje, već više kao otvorena veza, uz suglasnost obiju strana".

### Gledanost
Druga sezona imala je veću publiku od prve. Prema podacima Broadcasters' Audience Research Boarda (BARB), najviše gledatelja u 1. sezoni privukla je 1. epizoda, Studija u ružičastom (7 500 000), dok je cijela 2. sezona u prosjeku imala 8 000 000 gledatelja. Sve 3 epizode 2. sezone bile su najgledaniji program na BBC iPlayeru između siječnja i travnja 2012. Epizoda Skandal u Belgraviji izazvala je kontroverze u tabloidu  Daily Mail koji je napisao da je scena na početku u kojoj se Irene Adler pojavljuje gola naišla na neodobravanje nekih gledatelja koji su bili zabrinuti zbog toga što je prikazana prije 21:00, što je donja granica prikazivanja scena primjerenih odrasloj publici u Britaniji. Neki kritičari također su smatrali uvrjedljivim način na koji je Moffat prikazao Irene Adler navodeći da je bila seksualizirana. Drugi su odbacili ovaj argument, uključujući i Moffata. Završnica 2. sezone, Vodopadi Reichenbach, u kojem Holmes lažira svoje samoubojstvo skokom s Bolnice sv. Bartolomeja, dovelo je do špekulacija na internetskim forumima, društvenim mrežama i u novinskim člancima u vezi s njegovim razrješenjem.

### Nagrade
Serija je dobila više nagrada i nominacija. Osvojila je BAFTA-u za najbolju dramsku seriju, Freeman je dobio nagradu Britanske TV-akademije u kategoriji najboljeg sporednog glumca dok je Cumberbatch bio nominiran u kategoriji najboljeg glavnog glumca. Andrew Scott dobio je istu nagradu kao i Freeman za izvedbu u 2. sezoni, koja je bila nominirana u drugim kategorijama. Prva sezona također je dobila nagradu Arqiva za "najbolju zemaljsku seriju" na TV-festivalu u Edinburghu 2011. Studija u ružičastom i Skandal u Belgraviji nominirani su za Emmy u više kategorija. Serija je osvojila i nekoliko BAFTA Cymru nagrada: "TV-drama", "Režija: fikcija" (Euros Lyn), "Snimatelj: fikcija" (Steve Lawes), "Umjetnički ravnatelj" (Arwel Wyn Jones) i "Šminka i frizura" (Claire Pritchard-Jones). Charlie Phillips dobio je nagradu British Academy Television Craft Awards u kategoriji "Montaža: fikcija".
Popularnost serije ishodovalo je potražnjom za kaputima sličnim Sherlockovom, kako kažu iz trgovačkog lanca Debenhams. Proizvođač konfekcije Belstaff vratio je u proizvodnju vuneni ogrtač koji u seriji nosi Cumberbatch prije no što se serija završila. The Independent je napisao: "Dizajner Paul Costelloe potrudio se kako bi zadovoljio potražnju, nudeći krojene kapute i šalove zasnovane na seriji, dok je krojač po narudžbi John Pearse rekao da se mnogi njegovi kupci raspituju za odjeću glumaca. Novinar Alexis Petridis komentirao je: "Možete vidjeti zašto su muškarci htjeli takav izgled. Možda su uočili učinak koji je Cumberbatch, koji nipošto nije standardni 'TV komad', imao na žensku publiku... i odlučili da to mora imati neke veze s odjećom. Tako je, dakle, najnovija britanska ikona muške mode fiktivni aseksualni sociopat koji u prvoj sceni u kojoj se pojavljuje na ekranu udara leš konjskim bičem. Sigurno čak ni veliki detektiv osobno nije mogao zaključiti da će se to zbiti." Izdavači i trgovački lanci potvrdili su porast od 180% u prodaji knjiga o Holmesu tijekom prikazivanja 1. sezone serije. Speedy's, zalogajnica ispod stana koji se koristi kao Holmesova rezidencija, zabilježila je porast broja novih posjetitelja koji su ju prepoznali iz serije. BBC Online objavio je nekoliko internetskih stranica povezanih s fiktivnim svijetom serije. Njihov autor je Joseph Lidster, koji je napravio i nekoliko sličnih stranica za Doctora Whoa. U ožujku 2012. Sherlockology, neslužbena stranica posvećena seriji, imenovana je najboljom stranicom ljubitelja u društvenim medijima na dodjeli nagrada "Shorty".

## Izdanja
Prvu sezonu na disku je izdao 2entertain, i to 30. kolovoza 2010. u Britaniji, 4. studenog u Australiji i 9. studenog u SAD-u. Prva i druga sezona dostupne su i na Netflixu. U izdanje su uključeni 3 epizode i nekoliko posebnih sadržaja. Studiju u ružičastom prate audiokomentari Moffata, Gatissa i Sue Vertue, dok su Cumberbatch, Freeman i Gatiss komentirali Veliku igru. U izdanje je uvrštena pilot-epizoda i 60-minutna inačica Studije u ružičastom u režiji Cokyja Giedroyca. Odluku da se na DVD uvrsti pilot-epizoda kritičar Mark Lawson nazvao je "pohvalnom i hrabrom". Britanski odbor za klasifikaciju filmova dao je oznaku "12" pilot-epizodi i 1. sezoni ("nije preporučljivo za gledatelje mlađe od 12 godina") za prikazivanje na videu i internetu. Ovo izdanje sadržava i 32-minutni dokumentarac o produkciji po imenu Unlocking Sherlock (Otključavajući Sherlocka).
DVD 2. sezone u Britaniji je izdan 23. siječnja 2012. I ova sezona dostupna je na Netflixu. Na izdanju se nalaze audiokomentari za Skandal u Belgraviji i Baskervilske pse te dokumentarac Sherlock Uncovered (Razotkriveni Sherlock). Album s glazbom iz 1. sezone izdala je kuća Silva Screen 30. siječnja 2012, a iz 2. sezone 27. veljače 2012.
BBC Books objavio je neke od Doyleovih izvornih romana i zbirki pripovjedaka kao povezana izdanja na čijim su naslovnicama bili Cumberbatch i Freeman. Studija u grimizu i Avanture Sherlocka Holmesa objavljeni su u jesen 2011., uz Moffatov i Gatissov uvod. Baskervilski pas, Znak četvorice i Memoari Sherlocka Holmesa objavljeni su u ožujku 2012., uz Cumberbatchev, Freemanov i Thompsonov uvod. Prema Radio Timesu, popularnost Sherlocka dovela je do oživljavanja u prodaji izvornih Doyleovih priča. U listopadu 2012. BBC Books objavio je i Sherlock: The Casebook (Sherlock: Knjiga slučajeva).
U Japanu je od 4. listopada 2012. počela izlaziti manga adaptacija serije u magazinu Young Ace, koji izdaje kompanija Kadokawa Shoten. Također u listopadu 2012. proizvođač klasičnih igara Winning Moves prodao je inačicu igre Cluedo čija je tema bio Holmes.
U Grčkoj je OTE otkupio prava na seriju i ona je premijeru imatla 24. lipnja 2013. na OTE Cinema 1.
| Sezone | Sezone | Epizode | Naslov                      | DVD                | DVD               | DVD |
| Sezone | Sezone | Epizode | Naslov                      | Regija 2           | Regija 1          | Dopunski materijal |
| ------ | ------ | ------- | --------------------------- | ------------------ | ----------------- | --- |
|        | 1.     | 3       | Sherlock: Series/Season One | 30. kolovoza 2010. | 9. studenog 2010. | Audiokomentari za Studiju u ružičastom i Veliku igru dokumentarac Otključavajući Sherlocka Izvorna pilot-inačica Studije u ružičastom |
|        | 2.     | 3       | Sherlock: Series/Season Two | 23. siječnja 2012. | 22. svibnja 2012. | Audiokomentari za Skandal u Belgraviji i Baskervilske pse dokumentarac Razotkriveni Sherlock                                          |

## Povezani mediji
Na internetu je dostupna osobna stranica Sherlocka Holmesa, The Science of Deduction  Arhivirana inačica izvorne stranice od 22. lipnja 2018. (Wayback Machine) (Dedukcijska znanost), kao i Watsonov blog. Na njima se nalaze događaji iz serije u obliku zagonetki i sažetaka slučajeva, često uz komentare (npr, od Watsonove sestre Harry), a tu su i poveznice na dnevnik Molly Hooper i službenu stranicu Connie Prince. Osim ovoga, postoji i nekoliko blogova o "neviđenim" slučajevima kojih ne će biti na televiziji. Slično slučajevima adaptiranim za televiziju, i ovi slučajevi zadržavaju neke poznate sastavnice iz izvornih Doyleovih priča: "The Geek Interpreter" ("Prevoditelj štreber") umjesto "The Greek Interpreter" (Prevoditelj s grčkog) ili "Šest Thatcherovih" umjesto Šest Napoleona.

## Vanjske poveznice
- Sherlock na BBC Onlineu
- Sherlock  Arhivirana inačica izvorne stranice od 13. lipnja 2019. (Wayback Machine) na TV.com
- Sherlock  Arhivirana inačica izvorne stranice od 21. listopada 2020. (Wayback Machine) na TV Guideu
- Sherlock  Arhivirana inačica izvorne stranice od 14. lipnja 2013. (Wayback Machine) na Yahoo! TV-u